# وال ویستا (آریزونا)
وال ویستا (به انگلیسی: Valle Vista) یک منطقهٔ مسکونی در ایالات متحده آمریکا است که در شهرستان موهاوی، آریزونا واقع شده‌است. وال ویستا ۳۱٫۰۴ کیلومتر مربع مساحت و ۲٬۳۸۰ نفر جمعیت دارد.